# Julia Nobis
Julia Nobis (Sídney, 27 de junio de 1992) es una modelo australiana.

## Carrera
Nobis fue descubierta en 2009, en las calles de Sídney, su ciudad natal. Después de desfilar en la Semana de la Moda de Australia, para Konstantina Mittas y Alpha 60, comienza a trabajar en el exterior. Luego firma con la agencia Elite. En febrero de 2010 debuta fuera de Australia caminando en las pasarelas de Calvin Klein como modelo exclusiva. En el mismo mes abre para TopShop y cierra para Richard Nicoll en Londres, y también modela para Prada, Dolce & Gabbana, Louis Vuitton, Maison Martin Margiela, Valentino y Miu Miu en Milán y París. En ese año Nobis figura en un listado del sitio models.com como una de las 10 promesas de la temporada. En mayo de 2010 la modelo aparece en simultáneo en el Vogue británico y en el italiano. Más tarde irrumpe en otras publicaciones prestigiosas, como i-D magazine y Dazed & Confused. Termina el año modelando en Nueva York para Valentino en París, Proenza Schouler, Alexander Wang, Burberry, Chanel, Louis Vuitton, y Balenciaga. En 2011 es elegida por Proenza Schouler como rostro de la marca. En mayo de ese año debuta como chica de tapa en la edición australiana de la revista Vogue. Más tarde modela para la campaña otoñal de Balenciaga, y aparece en las revistas W e Interview. En julio de 2012 aparece en la portada de Vogue Italia junto a otras modelos. Un año y medio después, en enero de 2014, vuelve a ser tapa de esa revista, esta vez en solitario, y meses después en grupo. En todas las ocasiones fue fotografiada por Steven Meisel, hasta entonces el hacedor exclusivo de las portadas de la versión italiana de la biblia de la moda.